# 근대5종
근대5종(近代五種, modern pentathlon)은 에페 펜싱, 200m 자유형 수영, 장애물 경주, 레이저 런(크로스컨트리+사격)으로 이루어진 다섯 가지 부문의 기록을 종합적으로 겨루는 스포츠이다. 이 종목을 관장하는 국제 기구는 국제 근대 5종 경기 연맹이다.

## 역사
근대5종은 근대 올림픽의 창시자인 피에르 드 쿠베르탱 남작에 의해 만들어졌다. '펜태슬론'(pentathlon)이라는 영어 명칭은 숫자 '5'를 뜻하는 그리스어 'penta-'와 '경기'를 뜻하는 그리스어 '-athlon'에서 유래했다. 또한 달리기, 레슬링, 멀리뛰기, 창던지기, 원반던지기로 구성된 고대 5종 경기(original pentathlon)와의 구분을 위해 '근대'(modern)이라는 이름이 함께 붙게 되었다. 고대 5종 경기가 과거 이상적인 군인이 가져야했던 능력들을 기준으로 종목을 정했다면, 쿠베르탱 남작은 19세기의 전령이 가져야할 능력을 바탕으로 근대 5종 경기의 종목을 정했다.
최초의 근대 5종 경기는 1912년 하계 올림픽에서 열렸다. 이 대회의 우승자는 스웨덴의 예스타 릴리에헤크였다. 1912년 올림픽 이래 근대 5종 경기는 지금까지 계속 올림픽 정식 종목으로 열려왔으며, 1952년 대회부터는 단체전 경기가 추가되었다가 1992년 대회를 마지막으로 없어지기도 했다. 또한 2000년 대회부터는 여자 경기가 추가되었다. 올림픽과 별도로 1949년부터 세계 챔피언십 대회가 시작되었으며, 이 대회는 올림픽이 열리지 않는 해에 개최되고 있다.
원래 근대 5종 경기는 4~5일 정도의 기간에 걸쳐 실시되었다. 그러나 1996년 하계 올림픽 때부터는 관중 동원을 위해 하루에 모든 경기가 끝나도록 일정이 조정되었다. 근대 5종 경기는 매우 오랜 전통을 가졌으며 순수하게 올림픽을 위해서 시작된 유일한 경기 종목이기는 하나, 동유럽 지역 외에는 보급률이 매우 저조한 이유 때문에 정식 종목에서 제외되어야 한다는 주장이 한때 제기되기도 했다. 그러나 2005년 7월 8일 개최된 국제 올림픽 위원회 총회 투표 결과, 근대 5종 경기를 적어도 2012년 대회때까지는 존속시키는 것으로 결정이 내려졌다.

## 경기 방식
근대 5종 경기에서는 펜싱을 제외하면 선수끼리 직접 겨루게 되지 않는다. 대신 각 부문의 기록을 측정하여 이를 합산한 총점으로 최종 순위를 가리게 된다. 이것은 육상 경기 중 하나인 십종 경기와 비슷한 방식인데, 근대 5종 경기에서는 경기의 박진감을 더하기 위해 경기의 마지막 부분에 새로운 사항이 추가되었다. 마지막 부문인 레이저 런(사격+달리기)에서는 선수들이 이전 4개 종목의 기록 순위에 따라 출발 시간을 차등 배정받게 된다. 이에 따라 이전까지의 순위가 높을 수록 더 앞에서 출발할 수 있고, 순위가 낮을 수록 출발 순서는 뒤로 밀려난다. 일단 크로스컨트리 달리기가 시작되면, 이전 경기의 순위와는 관계 없이 결승선을 첫 번째로 통과한 선수가 최종 1위를 차지하게 된다. 이러한 방식은 군데르센 방식이라 불리며, 동계 올림픽의 노르딕 복합 종목에서도 사용된다.
- 펜싱 부문은 에페 경기로 진행되며, 랭킹 라운드는 모든 선수가 서로 한 번씩 겨루게 된다. 각 경기는 1분씩 진행되며, 첫 점수를 획득한 선수가 해당 경기의 승자가 된다. 1분 내에 어느 선수도 점수를 획득하지 못할 경우, 두 선수 모두 패전으로 처리된다. 보너스 라운드는 최하위 선수 2명부터 경기시작되며 승자연전 방식으로 진행한다. 각 경기는 30초씩 진행되며, 첫 점수를 획득한 선수가 해당 경기의 승자가 된다. 30초 내에 어느 선수도 점수를 획득하지 못할 경우, 상위랭크 선수가 승리한다.
- 수영 부문은 200m 자유형으로 진행된다. 하지만 꼭 자유형을 하라는 규칙은 없어 다른 종목으로 변행하여 하여도 상관은 없다. 2000년 하계 올림픽까지는 300m로 진행되었다.[2] 선수들은 개인 최고 기록에 따라 시드를 배정받게 된다.
- 장애물 경주 부문
- 레이저 런 부문은 크로스컨트리 달리기 + 사격 복합형식으로 진행된다. 3000m를 달리면서 사격을 4차례에 걸쳐 시행한다. 매 회당 10m 밖에 있는 표적을 5발씩 쏘아야 하며 5발 모두 맞춰야만 출발이 가능하다. 만약 사격이 익숙하지 않아 5발을 다 맞추지 못한다면 50초 후에 출발이 가능하다. 사격 장전을 할 때 바닥에 총이 닿지 않으면 10 페널티가 있다.

2008년 11월, 국제 근대 5종 경기 연맹은 2009년부터 규정을 변경하기로 의결하였다. 이에 따라 달리기와 사격이 서로 연계되어 진행하는 레이저 런이 생기게 되었다. 선수들은 1000m 달리기 직후에 사격을 하며, 이것을 세 번 반복하게 된다. 이러한 방식은 크로스컨트리 스키와 라이플 사격을 연계해서 진행하는 동계 올림픽의 바이애슬론과 유사한 것이다. 두 종목의 차이점은 바이애슬론의 경우 선수가 스키를 타고 가면서 자신의 라이플을 직접 매고 가지만, 근대 5종 경기에서는 선수가 달리기 중에 자신의 권총을 들고 뛰지는 않는다는 점이다. 이러한 규정 변경은 스키와 달리기의 차이점을 무시한 결정이라는 비판을 받기도 했다. 이와 관련, 뉴욕 타임스는 근대 5종 경기의 5개 부문 중 2개 부문을 하나로 결합시켜 버렸으므로 앞으로는 테트라슬론(tetrathlon)으로 불려야 할 것이라는 기사를 냈다. 변경된 새 규정 하에서는, 선수들은 세 번의 사격에서 5개의 과녁을 쏴야 하며 격발 후에는 매전 재장전을 하게 된다. 그리고 나서 다시 달리기를 시작한다. 과녁을 놓치는 것에 페널티가 부여되지는 않지만, 사격을 끝내는 데에 70초를 넘길 경우 페널티가 부여된다. 크로스컨트리 달리기의 결승선에 처음 도달한 선수가 최종 우승자가 되는 점에는 변화가 없다. 2024년 파리올림픽 까지는 승마종목이 있었다. 승마 부문은 12~15개 장애물이 설치된 350~450m 코스 장애물 경기로 진행된다. 선수의 드로와 말은 경기 시작 20분 전에 확정된다. 그러나 2028년 LA올림픽 부터는 승마종목 폐지되고 장애물경주로 대체된다.

## 같이 보기
- 올림픽 근대5종 - 역대 올림픽의 경기 결과 집계